# Wellington, Somerset
Wellington este un oraș în Regatul Unit, reședința comitatului Somerset, regiunea South West, Anglia. Orașul aparține districtului Taunton Deane.
Titlul de Duce de Wellington a fost creat în legătură cu orașul Wellington, Arthur Wellesley, primul duce de Wellington, fiind un general britanic ce a avut o contribuțe importantă la înfrângerea lui Napoleon Bonaparte.